# Las Bytyński

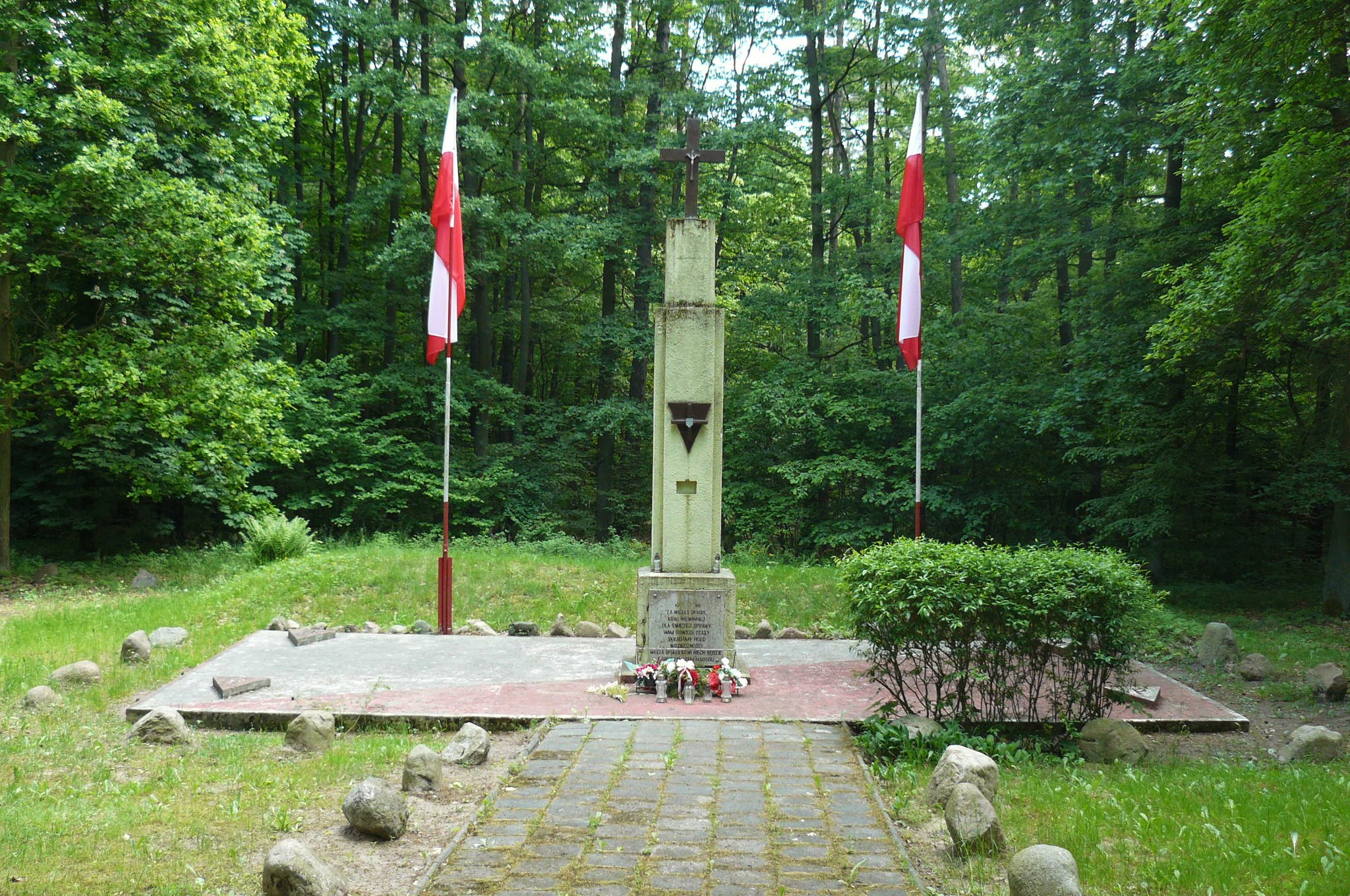
Miejsce pamięci koło Grzebieniska

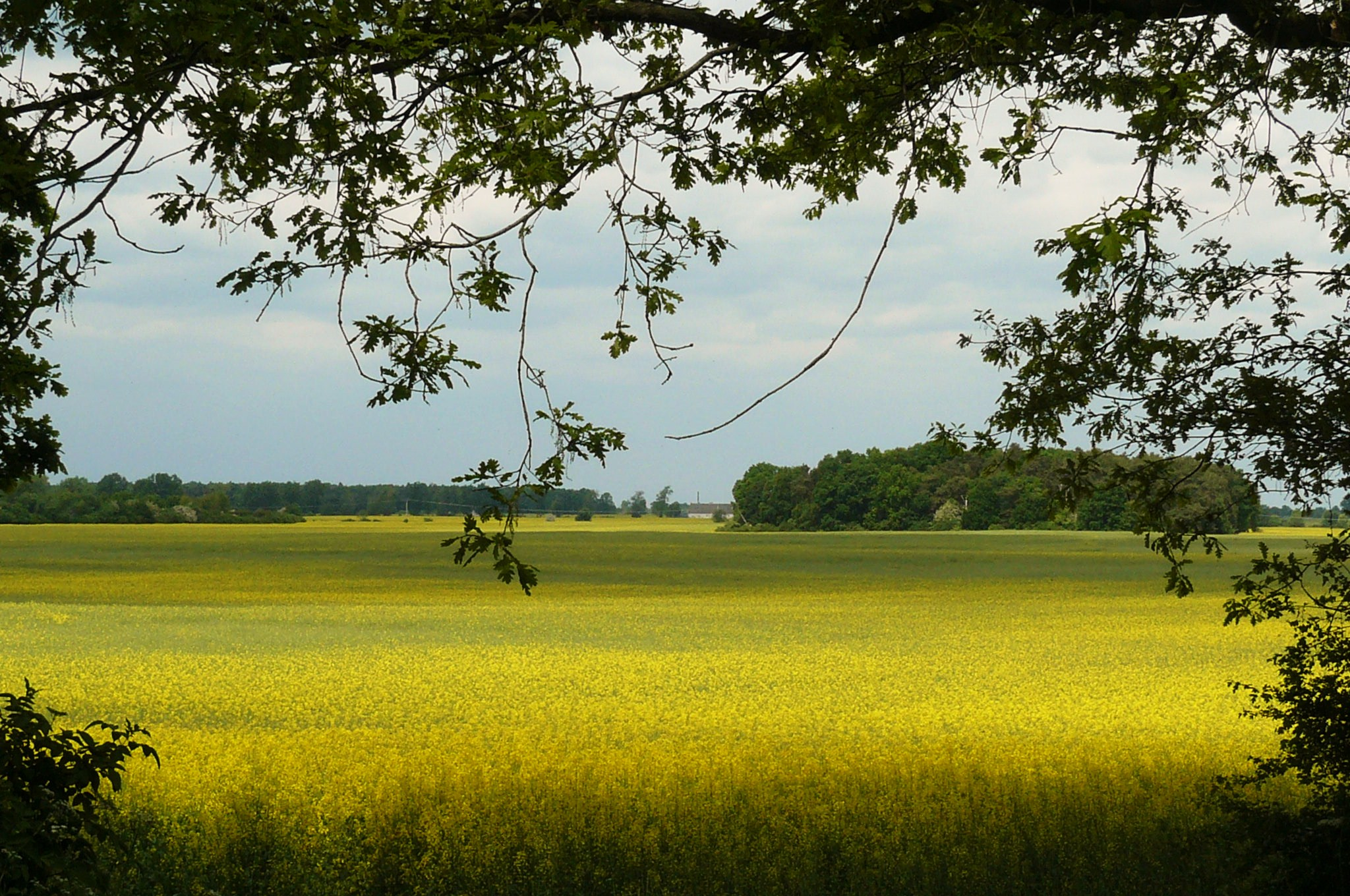
Południowa część kompleksu w maju

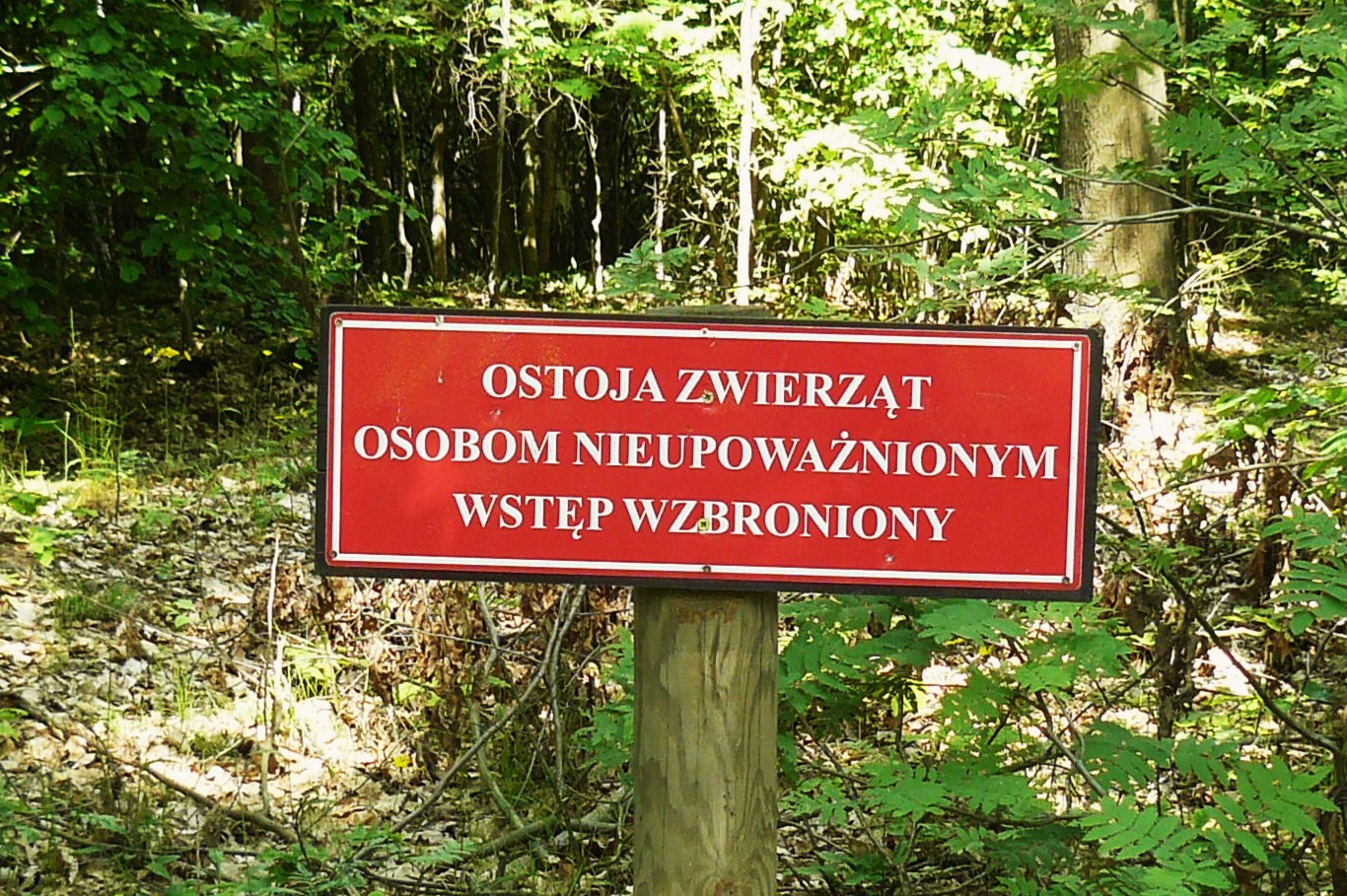
Ostoja zwierzyny

Las Bytyński – zwarty kompleks leśny zlokalizowany 33 km na zachód od Poznania, w większości na terenie gminy Kaźmierz, a południowe skraje na terenie gminy Duszniki, pomiędzy wsiami Bytyń, Grzebienisko, Mieściska i Wilczyna (powiat szamotulski, Nadleśnictwo Pniewy).

## Ogólna charakterystyka
Kompleks, według różnych wyliczeń, posiada od 737 do 900 ha. Las porasta pagórki morenowe z kulminacją 110,4 m n.p.m. Dominującym gatunkiem na tym obszarze jest sosna pospolita, a we fragmentach występują siedliska dębowo-grabowe, uzupełnione brzękami. Większość kompleksu objęta jest ochroną w ramach obszaru Natura 2000 – Grądy Bytyńskie.

## Osobliwości
Na terenie Lasu Bytyńskiego znajdują się trzy rezerwaty przyrody:
- Bytyńskie Brzęki,
- Brzęki przy Starej Gajówce,
- Huby Grzebieniskie[3].

Przy lokalnej drodze Młodasko – Grzebienisko znajduje się miejsce pamięci narodowej, gdzie w listopadzie 1939 nazistowscy żołnierze niemieccy zamordowali 72 Polaków. W lipcu 1945 dokonano ekshumacji ofiar, a wydobyte ciała pochowano na cmentarzu w Kaźmierzu. Udało się ustalić tożsamość tylko jednej z ofiar – księdza Czesława Michałowicza z Poznania (ur. 8 lipca 1892, zm. 10 listopada 1939). W miejscu kaźni postawiono obelisk zwieńczony krzyżem.

## Przyroda

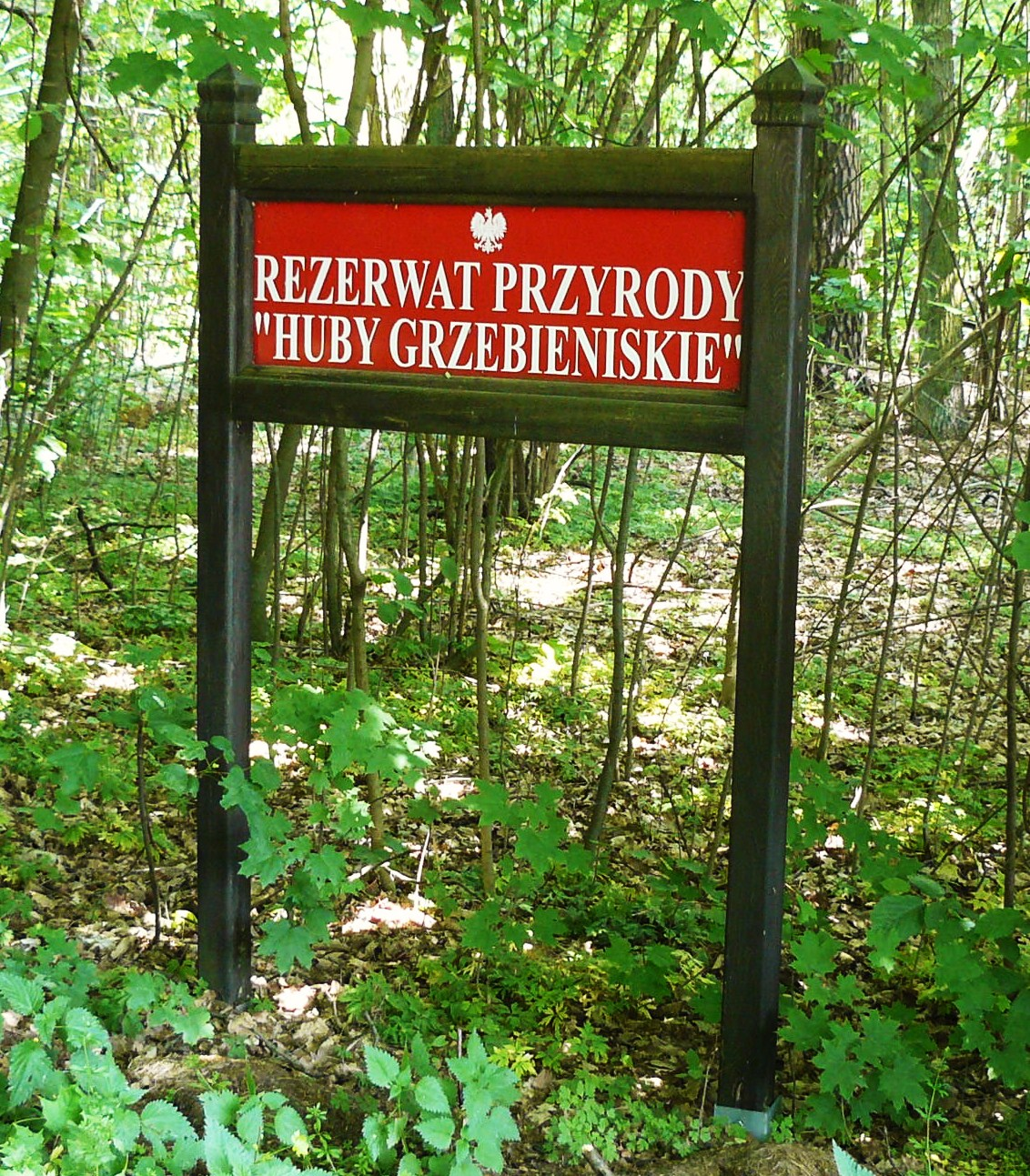
Rezerwat Huby Grzebieniskie

Las Bytyński jest cenny przyrodniczo z uwagi na występowanie na jego terenie wielu rzadkich roślin, w tym najobfitszego na terenie Wielkopolski stanowiska jarzębu brekinii. Wykryto tutaj m.in. takie gatunki jak: paprotnica krucha (rzadka, oddział 29a), cienistka trójkątna (rzadka, oddział 19), goździk pyszny (pojedyncze sztuki w oddziałach 51c i 15g), rzęśl długoszyjkowa (w rowach przydrożnych i kałużach), mysiurek drobny (w polu przy oddziale 48a), Helianthemum ovatum na zrębie w oddziale 48a), rosiczka okrągłolistna (oddział 31c), fiołek kosmaty (niezbyt częsty), fiołek przedziwny, fiołek mokradłowy, wiązówka bulwkowa (w lesie dębowym), poziomka twardawa, pięciornik biały (często w świetlistej dąbrowie), pięciornik skalny (rozproszona na zboczach kserotermicznych), pięciornik norweski (tylko w rowie przydrożnym, w oddziale 24c), pięciornik siedmiolistkowy (nieliczny, na odsłoniętych wzgórzach), koniczyna długokłosowa (rzadko, na wzgórzach), wyka leśna (w partiach wilgotnych), wyka kaszubska (nielicznie w świetlistych dąbrowach i na zrębach), wawrzynek wilczełyko, czartawa pospolita (na stanowiskach wilgotniejszych), bluszcz pospolity, gorysz siny (niezbyt często), korzeniówka pospolita (głównie w świetlistych dąbrowach), miodunka wąskolistna, nawrot lekarski (tylko w oddziale 34d), naparstnica zwyczajna, łuskiewnik różowy (rzadko, na wilgotnych stanowiskach w oddziałach 35a i 37d), goryczka krzyżowa, przytulia wonna, marzanka barwierska (jedno stanowisko w oddziale 23), przytulia okrągłolistna, przytulia leśna, wiciokrzew pomorski (zawleczony, na brzegu lasu w oddziale 51a), dzwonek boloński (na suchym zboczu przy szosie Młodasko – Grzebienisko, w oddziale 5a), krwawnik pospolity (ssp. pannonica, na kserotermicznym zboczu przy tej samej szosie, w tym samym oddziale), łopian gajowy, lilia złotogłów, turzyca pagórkowa, turzyca sina (na mokradłach śródleśnych), turzyca brzegowa (na mokradle w oddziałach 9a i 31f), perłówka jednokwiatowa, stokłosa Benekena, kostrzewa różnolistna, wydmuchrzyca piaskowa, podkolan biały, kruszczyk szerokolistny, listera jajowata (rzadko, tylko w oddziałach 20b i 37d), gnieźnik leśny, wolfia bezkorzeniowa (liczna w stawku w oddziale 52), spirodela wielokorzeniowa (w tym samym stawku).